# Cobitis nuicocensis
Cobitis nuicocensis är en fiskart som beskrevs av Nguyen och Vo 2005. Cobitis nuicocensis ingår i släktet Cobitis och familjen nissögefiskar. Inga underarter finns listade i Catalogue of Life.